# 11119 Taro
11119 Taro (1996 PS9) là một tiểu hành tinh vành đai chính được phát hiện ngày 9 tháng 8 năm 1996 bởi T. Okuni ở Nanyo.